# 実業学校令
実業学校令（じつぎょうがっこうれい、明治32年2月7日勅令第29号）は、近代日本の中等教育機関のうち、実業学校を規定していた勅令である。
1897年（明治30年）前後の産業界の著しい発展に対応する人材の養成が必要となり、その教育環境を整備するために実業学校令の公布が行われた。この公布により従来統一した規程をもたなかった実業学校の制度化がなされた。

## 概要
1899年（明治32年）2月7日に公布、同年4月1日に施行された。これにより、小学校令（明治23年勅令第215号）中の「徒弟学校及実業補習学校に関する規定」が効力を失う。
実業学校令は、官立（国立）の学校には適用されず、また、他の法令中にある技芸学校は実業学校とみなされる。

## 実業学校
種類
工業学校（徒弟学校を含む）・農業学校（蚕業学校・山林学校・獣医学校・水産学校を含む）・商業学校・商船学校・実業補習学校
設置者
実業学校の設置者は、北海道・府県・郡市町村・町村学校組合・私人とされ、設置・廃止の認可は、工業学校・農業学校・商業学校・商船学校に関しては文部大臣、実業補習学校に関しては地方長官が行うとされた。
教科書
公立学校では学校長が、私立学校では設立者が地方長官の認可を得て決める。
授業料
徴収することができる。

## 主な改正
- 1903年（明治36年）3月27日 - 「実業学校令中改正ノ件」（明治36年勅令第62号）
  - 専門学校令の公布と同時に実業学校令が改正され、程度の高い実業学校を実業専門学校とし、この種の学校は専門学校令の規定に従うこととなる。
- 1920年（大正9年）12月16日 - 「実業学校令中改正ノ件」 （大正9年勅令第564号）
  - 第1条の目的の規定に、「徳性の涵養」を付け加える。
  - 設置者として商工会議所、農会、その他これに準ずる公共団体を認める。
  - 職員の名称・待遇を中等学校に準ずることとする。
- 1935年（昭和10年）- 「実業学校令中改正ノ件」（昭和10年勅令第43号）
  - 青年学校令の公布・施行により、実業補習学校の記述を除く。

## 関連規程
- 1921年（大正10年）に「実業諸学校の規程」を改正し、従来の甲種・乙種の学校の区別を廃止。また教育内容・方法の整備に関して、学科の改善・実習の充実を規定。
- 1921年（大正10年）1月に「職業学校規程」が制定され、従来の実業学校のほかに、社会状勢に応じてその他の実業教育を行なう職業学校が認められる。この学校は尋常小学校卒業程度を入学資格とし、修業年限2年以上4年以内で、裁縫・手芸・料理・写真・簿記・通信その他各種の職業についての学科を設置することができるようになる。

## 廃止
- 1943年（昭和18年）4月1日の中等学校令施行により廃止。